# 吉田佐
吉田 佐（よしだ たすく、1937年（昭和12年）6月16日 - 2006年（平成18年）2月7日）は、日本の作曲家。北海道生まれ。ムード歌謡を中心に2000余曲を手掛けた。

## 人物
北海道遠軽高等学校卒業。高校時代は吹奏楽部に所属。札幌市内で歌謡教室を営む傍ら作曲活動にも励み、1973年（昭和48年）に秋庭豊とアローナイツのために『中の島ブルース』を提供。
同曲の人気が有線放送を介して全国区になったため、1975年（昭和50年）には補作してアローナイツをメジャー・デビューさせると同時に、内山田洋とクール・ファイブと競作させ、ミリオンセラーの定番に育て上げた。
2006年（平成18年）2月7日に胃癌のため死去 。